# Гургуреєво
Гургуре́єво (рос. Гургуреево, башк. Гөргөрөй) — присілок (у минулому село) у складі Кушнаренковського району Башкортостану, Росія.
Населення — 145 осіб (2010; 184 у 2002).
Національний склад:
- башкири — 81 %